# Referéndum sobre el estatus político de Saba de 2004
Un referéndum sobre estatus político tuvo lugar en la isla de Saba el 5 de noviembre de 2004.

## Antecedentes
Después de que el referéndum de 1994 aprobara el mantenimiento y la reestructuración de las Antillas Neerlandesas, el gobierno de las Antillas Neerlandesas intentó reestructurar las Antillas e intentó crear vínculos más cercanos entre las islas, como se ejemplificó con la adopción de un himno de las Antillas en 2000. Sin embargo, un nuevo referéndum en Sint Maarten, el cual estuvo a favor de un estatus político como territorio dentro de los Países Bajos, empezó una nueva serie de referéndums en las Antillas.
86,05% de los electores en Saba votó por lazos más estrechos con los Países Bajos. La opción de mantenerse como parte de las Antillas Neerlandesas consiguió el 13,18% de los votos, mientras que la opción para la independencia obtuvo menos de uno por ciento de los votos.

## Resultado
| Opción                                               | Votos | %     |
| ---------------------------------------------------- | ----- | ----- |
| Lazos directos constitucionales con los Países Bajos | 555   | 86.04 |
| Mantenerse como parte de las Antillas Neerlandesas   | 85    | 13.17 |
| Independencia                                        | 5     | 0.79  |
| Votos en blanco/nulos                                | 21    | –     |
| Total                                                | 666   | 100   |
| Electores registrados/participación                  | 856   | 77.80 |
| Fuente: Direct Democracy                             |       |       |